# Helmut Baierl
Helmut Baierl (Rumburk, 1926. december 23. – Berlin, 2005. szeptember 12.) szudétanémet forgatókönyvíró, író és drámaíró. 1945 és 1947 közt a Nemzetiszocialista Német Munkáspárt, szintén 1945 és 1947 közt az LDPD, 1947 és 1989 közt pedig a SED tagja volt.

## Munkái
- „Gladiolen, ein Tintenfass und eine bunte Kuh“, 1953
- „Ein Wegweiser“, 1953
- „Die Feststellung“, 1958
- „Frau Flinz“, 1961
- „Die Feststellung“, 1961
- „Der rote Veit“, 1962
- „Fünf Geschichten vom Dreizehnten“, 1963
- H. Baierl, M. Wekwerth „Frau Flinz“, 1965
- „Johanna von Döbeln“, 1969[7]
- „Der lange Weg zu Lenin“, 1970
- „Die Köpfe oder das noch kleinere Organon“, 1974
- „Gereimte Reden“ (Agitationslyrik), 1976
- „Leo und Rosa“, 1982
- „Das zweite Leben des F.G.W.Platow“, 1983
- „Die Lachtaube“, 1984
- „Polly erzählt. Jugenderinnerungen eines Großstadthundes.“, 1986, ISBN 3-7684-3604-7

## Magyarul
- Flinzné. Komédia; ford. Bálint Lajos; Színháztudományi Intézet, Bp., 1961 (Világszínház)